# San Juan (Siquijor)
San Juan (Bayan ng San Juan) är en kommun i Filippinerna. Kommunen tillhör provinsen Siquijor och ligger på ön med samma namn. Folkmängden uppgår till 12 198 invånare.
San Juan är indelat i 15 barangayer.